# Vot en blanc

Opció de vot en blanc a una papereta de vot.

El vot en blanc és una opció que expressa la no preferència per cap de les opcions possibles en unes eleccions. Existeixen diverses maneres d'expressar el vot en blanc (no sempre igual de vàlides a tot arreu). La més comuna és introduir a l'urna el sobre buit.
A Espanya, segons la llei electoral actual, els vots ens blanc s'han de comptabilitzar com a vots vàlids i, per tant, s'han de tenir en compte a l'hora del còmput de percentatges, així com en el repartiment d'escons, diputats o regidors segons la Regla D'Hondt.
Cal no confondre els vots en blanc amb els vots nuls, ja que aquests últims es consideren vots no vàlids i no es tenen en compte en els còmputs anteriors, a excepció del càlcul de la participació.